# Mario Pérez Guadarrama
Mario Pérez Guadarrama (30 de desembre de 1946) és un exfutbolista mexicà.

## Selecció de Mèxic
Va formar part de l'equip mexicà a la Copa del Món de 1970.
 Fou entrenador del Club Necaxa el 1986.